# Foramen de Meckel
Le foramen de Meckel, aussi connu sous le nom de sillon de Meckel, fosse de Meckel ou canal de Meckel, est une ouverture dans la surface médiale (interne) de la mâchoire inférieure qui expose le cartilage de Meckel.
Les mammifères euthériens modernes, qui incluent les mammifères placentaires, n'ont pas de foramen de Meckel.